# Soldatske, Novoukraiinka
Soldatske (în ucraineană Солдатське) este un sat în comuna Ivanivka din raionul Novoukraiinka, regiunea Kirovohrad, Ucraina.

## Demografie
Componența lingvistică a localității Soldatske
     Ucraineană (94,78%)
     Română (5,22%)
Conform recensământului din 2001, majoritatea populației localității Soldatske era vorbitoare de ucraineană (94,78%), existând în minoritate și vorbitori de română (5,22%).